# Георг Пфальцский
Георг Пфальцский (10 февраля 1486, Гейдельберг — 27 сентября 1529, Замок Кислау) — епископ Шпейера в 1513—1529 годах. Сын курфюрста Пфальца Филиппа (1448—1508) и Маргариты Баварской (1456—1501).

## Биография

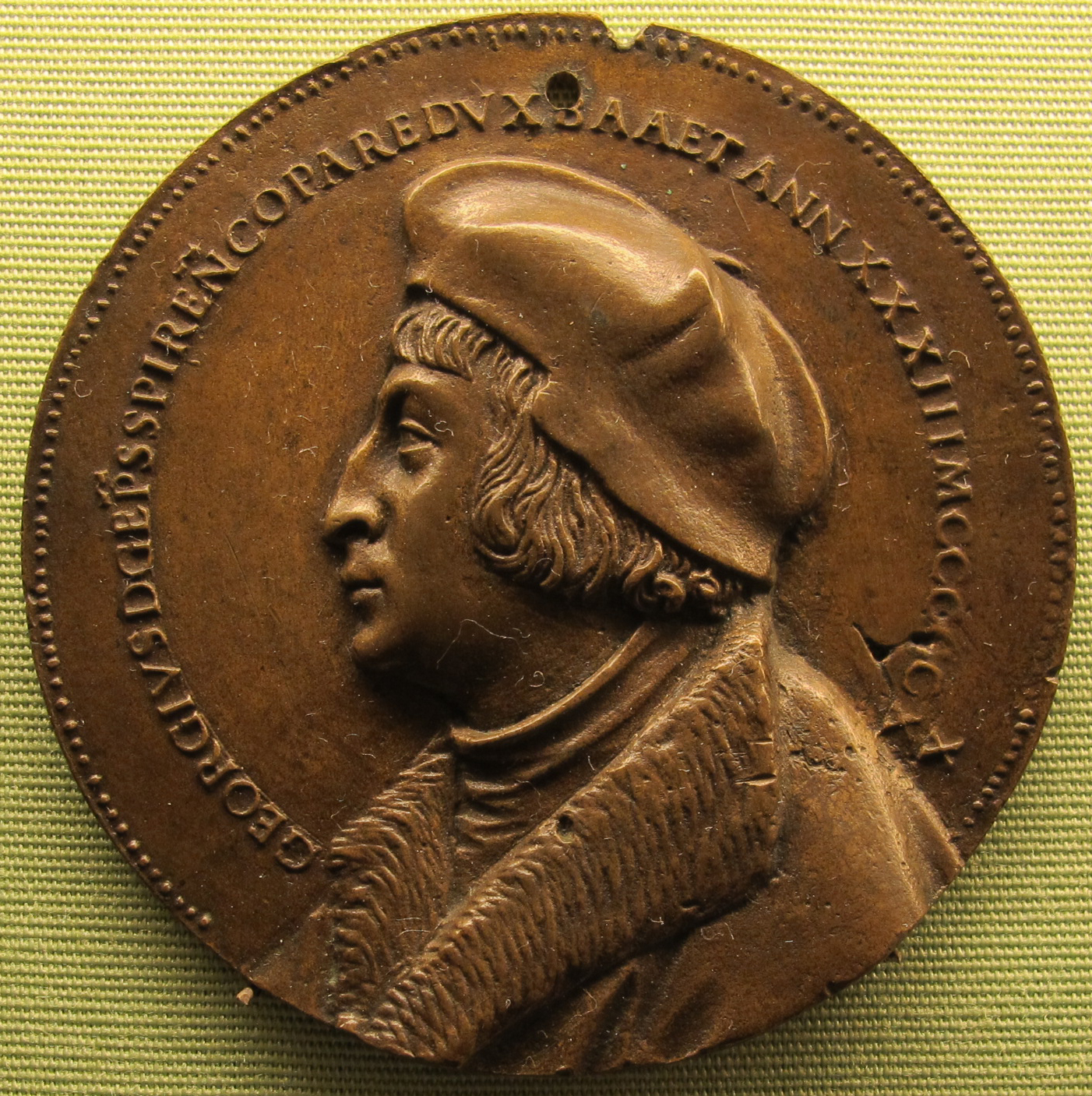
Медальон с изображением Георга Пфальцского, 1520 г.

Георг занимал посты каноников в Майнце, Трире и Шпейере, а также был проректором в Майнце с 1499 по 1506 год. С 10 ноября 1502 года он также был деканом Святого Донатиана в Брюгге. Позже он был священником в Хоххайме и Лорхе. 12 февраля 1513 года он стал епископом Шпейера. Он изучал богословие в Гейдельбергском университете в 1514 году и был рукоположён 10 июля 1515 года. 22 июля 1515 года он был посвящён в сан епископа.
Георг стремился улучшить дисциплину среди духовенства в своей епархии и запретил изучение произведений Мартина Лютера. Однако он не смог помешать своему епископу-суффрагану Энгельбрехту перейти в новую веру.
На Пасху в 1525 году крестьянская война докатилась до Шпейерской епархии, и мятежные крестьяне совершили набег на епископские погреба. Георг бежал в Гейдельберг, а крестьяне заняли замки Кислау, Ротенберг и Брухзаль, создали временное правительство, вторглись в район Уденхайма и угрожали Шпейеру. 29 апреля 1525 года Георг встретился с повстанцами в Херренальбе и пообещал им разрешить назначить проповедника по своему выбору. Он начал переговоры с повстанцами в Филиппсбурге и подписал с ними соглашение 5 мая 1525 года. Позднее восстание было подавлено силами Курпфальца и других княжеств.
Георг заседал в Шпайерском рейхстаге в 1529 году и умер 27 сентября 1529 года от потливой горячки. Он был похоронен в Шпайерском соборе. Памятник на его могиле был разрушен французскими войсками в 1689 году во время Девятилетней войны.